# Skardu
Skardu (urdujščina: سکردو ; baltijščina:  སྐར་མདོ ) (tudi Skardo, Kárdo, Kardo, Askardu, Eskerdow, Eskerdou, Iskerdow, Kikerdow, Iskardoh in pisano po tibetansko: Skar-rdo) je mesto v pokrajini Gilgit-Baltistan v Pakistanu, ki je tudi glavno mesto  okraja Skardu. Skardu se nahaja v 10 km široki in 40 km dolgi dolini Skardu, ob sotočju rek  Inda in reke Šigar na nadmorski višini okoli 2500 m. Mestece je eno od izhodišč za vzpone na osem-tisočake v bližnjem pogorju Karakorum. Mestece leži ob reki Ind, ki ločuje pogorje  Karakorum od Himalaje. Kraj Skardu se trenutno razvija v mesto, ki ima poleg več bazarjev številne nove mošeje, upravne in sodne stavbe, bolnišnice, šole, hotele in seveda številne stanovanjske stavbe. Vendar je prvotni vaški značaj v nekaterih delih mesta, kot je Čumik, še vedno dobro ohranjen.
Skardu je bil v pisnih virih prvič omenjen v prvi polovici 16. stoletja. Mirza Haidar (1499–1551) omenja Askardu v tekstu Tarih-i-Rašidi Baltistan kot enega od okrajev na tem področju.

## Zgodovina

### Zgodnji srednji vek
Območje Skardu je bilo pod vplivom budističnega Tibeta vse od ustanovitve Tibetanskega cesarstva pod cesarjem Songcen Gampom sredi 7.stoletja AD. Tibetanske tantrične zapise so našli po celotnem Baltistanu vse do 9. stoletja. Prav tako je Skardu imel kontakte z bližnjimi centralnoazijskimi regijami, s plemeni okoli Kašgarja, ter z območjem sedanje kitajske najzahodnejše pokrajine  Šinciang.
Po prenehanju vazalne podrejenosti Baltistana Tibetu v 9. ali 10. stoletju, so v Baltistanu vladali člani lokalne  dinastije Makpon, ki je po ljudskem izročilu izvirala iz Turških ljudstev, in ustanovitelj po imenu  Ibrahim Šah se je priselili iz Kašmirja, ko se je poročil z lokalno princeso.

### Obdobje Makponov
Okoli leta 1500 je kronani vladar  Makpon Boha ustanovil mesto Skardu kot svoje glavno mesto. V tem času so zgradili  trdnjavo Skardu. V času vladanja je kralj Makpon Boha iz Kašmirja in Čilasa  pripeljal obrtnike, da bi razvil gospodarstvo v svoji kraljevini. Med tem ko se je bližnji  Gilgit otresel tibetanskega vpliva, je Skardu regija ostala povezana z Ladakom, proti čemur sta se Skardu in sosednji  Haplu upirala. Sikhovska tradicija ali verovanje je, da je Guru Nanak, ustanovitelj sikhizma,  v času svojega drugega udasi potovanja med leti 1510 in 1515 obiskal Skardu.

### Mogulsko obdobje
Kmalu po začetku 16. stoletja je Sultan Said Khan iz Timuridskega Jarkent Kanata, ki se je nahajal v sedanji kitajski province Šinciang, napadel Skardu in Baltistan. To je nakazalo nevarnost invazije Sultana Saida. To je pritegnilo pozornost  Mogulov, ki so območje Baltistana osvojili leta 1586, ko je vladal mogulski cesar Akbar. Lokalni vladarji Makponi, ki so prisegli zvestobo Mogulov, začenši z Ali Šer Khan Ančan, takratnim kraljem Skardu, ki so v zgodovinopisju  Mogulskega imperija omenjeni kot vladarji Malega Tibeta.
Mogulska vojska je ponovno vstopila na območje Baltistana pod vladavino  Šah Džahana  med leti 1634-6 pod poveljstvom Zafar Khana, da bi uredila spor glede zasedbe trona v Skardu med Adam Khanom in njegovim starejšim bratom Abdul Khanom. Šele po tej vojaški intervenci je bila vladajoča družina v Skardu pod trdno kontrolo Mogulov za časa cesarjev Šah Džahana in Aurangzeba.

### Vladavina Dogra
Poveljnik vojaške ekspedicije Dogra kneževine v okviru Sikhovskega imperija Zoravar Singh Kahluria  je leta 1839 premagal baltijske sile pri gorskem Prelazu Vanko in na Tano Kun ravnini, in s tem omogočil invazijo v dolino Skardu. General je zavzel Trdnjavo Skardu v imenu dinastije Dogra kneževine, ki je imela sedež v Džamuju. Singhove sile so pobile večje število branilcev garnizona in javno mučila poveljnika trdnjave Kahlon Rahim Khana iz Čigtana.
Vojska Doger pod generalovim vodstvom je leta 1841 izvedla neuspešen poskus osvojitve Tibeta, v katerem je padel tudi Zoravar Singh. Po tem porazu so se Ladakijci dvignilio v upor proti vladavini Doger. Uporu so se pridružili tudi Baltijci pod vodstvom radže Ahmeda Šaha. Radža Gulab Singh je nad upornike poslal svojega vojaškega poveljnika Vazirja Lakpata in da ponovno zavzame Skardu. Njegove sile so zavzele trdnjavo na podlagi izdaje med branilci. Baltijski radža je moral plačevati letni davek radži Dogra v Džamuju ter vzdrževati posadko in samo trdnjavo Skardu.
Dogra radža je dal kronati Muhamad Šaha za radža Skarduja v zameno za lojalnost Džamuju v času upora. Vojaški poveljniki pa so vendarle imeli realno oblast v Baltistanu do leta 1851, ko je bil Kedaru Thanedar postavljen kot civilni administrator Dogerske oblasti. V tem času je bil Skardu in Kargil voden kot en upravni okraj. Kasneje je bil okraju priključen tudi Ladak, tako da je Skardu služil kot zimsko glavno mesto, Leh pa kot poletno glavno mesto vse do leta 1947.

### Kašmirska vojna 1947–48
Pred letom 1947 je bil Baltistan del kneževine Džamu in Kašmirja, ki ga je osvojila vojska radže Gulab Singha leta 1840. Baltistan in Ladak sta bila upravljana skupno pod enim wazaratom (okrajem) takratne države.  Baltistan je ohranil svojo identiteto v tej upravni ureditvi kot tehsil Skardu, pri čemer sta  Kargil in Leh bila druga dva tehsila v regiji. Po podpisu Pogodbe o pristopu k Indiji, ki jo je sklenil maharadža Džamu in Kašmirja, so Gilgitski skavti odstavili maharadžinega guvernerja v Gilgitu in zasedli Baltistan.
Pred letom 1947 je Rusija poskušala doseči dogovor z lokalnimi radžami iz Hunze, da bi tako dobili pristop do Indije in Arabskega morja. Zato so Britanci od maharadže Džamu in Kašmirja prevzeli to območje – pravzaprav so območje vzeli v zakup. Tako so od kneževine ločili Gilgit in Ladaški Baltistan in oblikovano je bilo t.i. Gilgit zastopstvo (Gilgit Agency). Ko so se Britanci pripravljali na umik iz Indije so območje ponovno prepustili maharadži. Vendar so se ponovno zbali vstopa Rusije zaradi prijateljskih indijsko-ruskih odnosov. Zato je britanski major Brown prepričal lokalno prebivalstvo k uporu proti maharadži in indijski vojski. Lokalno prebivalstvo se je uprlo maharadži Džamuja in zavzelo dolino Gurze in Kargil. Po drugi strani so plemenske milice in ljudstvo iz doline Punč zasedli obsežnejše predele v Kašmirju. V odzivu na to je maharadža sklenil priključitev Džamu in Kašmirja k Indiji, vendar so boji trajali do leta 1948, ko se je Indija obrnila z zadevo na Združene narode. Vse od takrat je vprašanje Kašmirja ostalo nerešeno. Vse od takrat pa je tudi Gilgit Baltistan pod neposredno kontrolo zvezne vlade Pakistana oziroma vse od takrat Gilgit zastopstvo in Baltistan upravlja Pakistan. Kašmirska dolina in okraja tehsila Kargil ter Leh  so ostali pod upravo Indije. Majhen del Baltistana, vključujoč vas Turtuk in doline  Nubra, je bil vključen v Ladak po Indo-pakistanki vojni 1971.

## Naravne in kulturno-zgodovinske znamenitosti
- Narodni park Deosai
- Trdnjava Skardu
- Trdnjava Šigar
- Kačura jezera
- Satpara jezero
- Satpara jez

## Turizem
Skardu je poleg Gilgita  glavno središče za turizem, pohodništvo in ekspedicije v gorske vrhove v Gilgit–Baltistanu. Gorat teren območja, ki ima štiri med 14-najstimi svetovnimi osemtisočaki, privlači turiste, pohodnike in gornike iz celega sveta. Glavna turistična sezona je med aprilom in oktobrom. Izven tega časa je območje lahko odrezano za dalj časa zaradi snežnega, mrzlega zimskega vremena.

## Transport
Normalna cestna pot v Skardu je preko  Karakorumske avtoceste in od nje po cesti v Skardu (S1) v  dolino  Skardu. Včasih je bila cestna povezava tudi iz Skardu do Šrinagar in Leh, ki pa sedaj niso odprte.
Letališče Skardu obratuje dnevno z direktnimi leti iz Islamabada. Včasih pozimi so lahko povezave prekinjene zaradi nepredvidljivega vremena.